# Veiros (Estremoz)
Veiros ist eine portugiesische Gemeinde (Freguesia) im Kreis (Concelho) von Estremoz mit 857 Einwohnern (Stand 19. April 2021)..

## Geschichte
Der Ort existierte seit dem 5. Jahrhundert n. Chr., sein Name ist vermutlich römischen Ursprungs. Er stammt von Valerius und wandelte sich über Valeriusa und Valeirosa, über Vaeeiros im 13. Jahrhundert, zur heutigen Form. Die seit 711 auf die Iberische Halbinsel vordringenden arabischen Mauren nahmen im Verlauf ihres achtjährigen Feldzuges auch Veiros ein. Es war Teil des muslimischen Reiches der Almohaden, als König D.Afonso II. den Ort im Jahr 1217 für das Königreich Portugal eroberte. Der Ritterorden von Avis gründete und befestigte den vermutlich zwischenzeitlich verlassenen Ort im Jahr 1258 neu, im Zuge der Wiederbesiedelungspolitik nach Abschluss der portugiesischen Reconquista. Der Herzog Alfons von Braganza wurde 1377, und die Gräfin Beatriz von Arundel 1386 hier geboren.
König Manuel I. verlieh dem Ort 1510 erste Stadtrechte, und Veiros blieb Sitz eines eigenständigen Kreises. Der Ort erlitt einige Zerstörungen im Restaurationskrieg, insbesondere im Jahr 1662, als João de Áustria Veiros für das habsburgische Spanien einzunehmen versuchte. Als Strafe für den bewaffneten Widerstand des Ortes ließ er den Turm der Festung sprengen. 1665 nahm der Markgraf von Caracena die Burg erneut ein und ließ Teile des Ortes anzünden.
1855 wurde der Kreis Veiros aufgelöst und dem Kreis Fronteira, und ab 1872 dem Kreis Monforte angegliedert. Seit 1895 gehört Veiros zum Kreis Estremoz.

## Kultur und Sehenswürdigkeiten
Unter den Baudenkmälern von Veiros sind die Burg und ihre Mauern, der Schandpfahl aus dem 16. Jahrhundert, einige Herrenhäuser, und eine Reihe Sakralbauten, darunter die ursprünglich vor 1359 errichtete, ab 1559 neugestaltete Igreja Paroquial de Veiros  (auch Igreja de São Salvador und Igreja do Rei Salvador). Die dreischiffige manieristische Gemeindekirche zeigt dabei auch einen Einfluss deutscher Hallenkirchen.
Der historische Ortskern steht in seiner Gesamtheit ebenfalls unter Denkmalschutz.
In der historischen Grundschule von Veiros ist das Schulmuseum Museu da Escola de Veiros eingerichtet.